# 野間康介
野間 康介（のま こうすけ、1978年9月2日 - ）は、日本のソングライター、編曲家、キーボーディスト、音楽プロデューサー。大分県出身。agehasprings所属。

## 略歴
6歳からピアノを弾き始め、10歳で曲を書き始める。高校時代にバンドを結成。ギター、ベース、ドラムなどに興味を持つと同時に編曲をするようになる。
2002年、ビクターエンタテインメントからピアノ3ピースバンド『ガガーリン』としてメジャー・デビュー。同バンドではボーカル、ピアノ、作詞、作曲、編曲を担当していたが、2006年に解散。以降、編曲家、キーボーディストとしての活動を開始。
2007年、agehasprings加入。同事務所の田中秀典と『micro+grande』というユニットも組んでいる。
以来、YUKI、元気ロケッツ、ゆず、CNBLUE、藍坊主、でんぱ組.incなど様々なアーティストへの楽曲提供、アレンジをする一方でゆず、NICO Touches the Walls、Aimerのライブサポートなども行っている。

## 提供作品
i☆Ris
- 「Dear...」（作曲・編曲・プログラミング・サウンドプロデュース）

藍坊主
- 「生命のシンバル」（藍坊主と共編曲・プロデュース）
- 「ワンダーランドのワンダーソング」（藍坊主と共編曲・プロデュース）
- 「ホタル」（藍坊主と共編曲・プロデュース）
- 「宇宙が広がるスピードで」（藍坊主と共編曲・サウンドプロデュース）
- 「向日葵」（藍坊主と共編曲・ストリングスアレンジ・プロデュース）

伊藤由奈
- 「Tokyo Days」（作曲）

Aimer
- 「Ophelia」（作曲）
- 「Iris」（玉井健二と共編曲）

ON/OFF
- 「花篝 -ハナカガリ-」（編曲）

甲斐名都
- 「愛すべき君のグレーゾーン」（編曲・プロデュース）

カラーボトル
- 「浅い傷」（編曲・プロデュース）
- 「MAMA」（編曲・プロデュース）
- 「ゼロになって」（編曲・プロデュース）
- 「あいたい」（編曲・プロデュース）
- 「もしも雨に」（編曲・プロデュース）

ジャニーズ事務所関連
- KAT-TUN
  - 「un-」（作曲・編曲・キーボード）
  - 「君道」（編曲）

- 関ジャニ∞
  - 「cinematic」（編曲）
  - 「T.W.L」（編曲）
  - 「マイホーム」（編曲）
  - 「涙の答え」（編曲）
  - 「クジラとペンギン」（作曲・編曲）
  - 「パノラマ」（編曲）
  - 「Black of night」（柳野裕孝と編曲）
  - 「エネルギー」（作詞・作曲・編曲）
  - 「ローリング・コースター」（作曲）
  - 「アイライロ」（編曲）
  - 「モノグラム」（作曲・共編曲）（編曲は小佐井彰史と共同）
  - 「宇宙に行ったライオン」（藤森真一と共編曲・ピアノ）
  - 「スケアクロウ」（編曲）
  - 「夕闇トレイン」（作曲・編曲）
  - 「北風ブルース」（編曲）
  - 「All is well」（編曲）
  - 「アイスクリーム」（編曲）
  - 「WASABI」（編曲）
  - 「バリンタン」（編曲）

- TOKIO
  - 「スベキコト」（編曲）
  - 「Nature Mind」（編曲）
  - 「手紙」（編曲）

元気ロケッツ
- 「Fly!」（作曲）

CODE-V
- 「君の笑顔」（編曲・プロデュース・ピアノ・オルガン）

佐々木希
- 「non×non!!」（作曲・編曲・サウンドプロデュース）

CNBLUE
- 「Mr.KIA (Know It All)」（玉井健二と共編曲）
- 「Wake up」（玉井健二と共編曲）
- 「ring」（編曲）
- 「HAVE A GOOD NIGHT」（玉井健二と共編曲）

Suzu
- 「未来地図」（編曲・プロデュース）
- 「your smile」（編曲・プロデュース）

Superfly
- 「楽しい時-Fun Time」（蔦谷好位置 と共編曲・ハモンドオルガン）

珠妃
- 「チャイム」（作曲・編曲）
- 「夜想曲」（作曲・編曲）
- 「光の彼方へ」（編曲）

田村ゆかり
- 「Tomorrow」（作曲）

ディラン&キャサリン
- 「フンダリーケッタリー Cherry pie MIX」（リミックス）

でんぱ組.inc
- 「ノットボッチ…夏」（作曲）

9nine
- 「いける、いける!」（編曲）
- 「Just A 恋」（編曲）

名取香り
- 「すべてがある場所」（編曲）

nangi
- 「エクスプレス」（飛内将大と共編曲）

NICO Touches the Walls
- 「ページ1」（NICO Touches the Wallsと共編曲）
- 「君だけ」（NICO Touches the Wallsと共編曲）

Hearts Grow
- 「ひまわり」（秋山誠司と共編曲）

ピストルバルブ
- 「Unofficial」（作曲）

BLuck
- 「EQUAL」（作曲）
- 「巡り逢いサークル」（作詞・作曲）

FUNKY MONKEY BABYS
- 「天使と悪魔」（編曲・プロデュース・キーボード）

The fevers
- 「チューリップ」（The feversと共編曲）

Faint⋆Star
- 「フィルム! フィルム! フィルム!」（編曲）

藤崎マーケット
- 「天下無敵のエクササイズ relaxize-remix」（リミックス）

fumika
- 「navigation」（作曲）
- 「Home Sweet Home」（作曲・編曲）
- 「1000000カラット」（作曲）
- 「Round and Round」（作曲・共編曲）（編曲は玉井健二と共同）

flumpool
- 「タイムカプセル」（編曲）

みみめめMIMI
- 「天手古舞」（編曲・プログラミング・サウンドプロデュース）

三森すずこ
- 「エガオノキミヘ」（編曲・プログラミング・サウンドプロデュース）

宮野真守
- 「Discovery」（作曲）
- 「白昼夢」（作曲）

安田レイ
- 「キラメキmoonlight」（作曲・共編曲）（編曲は玉井健二と共同）
- 「Just for you」（作曲）

やなぎなぎ
- 「Esse」（共作曲・編曲・サウンドプロデュース）（作曲はやなぎなぎと共作）

YUKI
- 「ワンダーライン」（作曲）
- 「誘惑してくれ」（作曲）
- 「カ・リ・ス・マ in the dark」（作曲）

ゆず
- 「改札口」（編曲）

LiSA
- 「BRiGHT FLiGHT」（作曲・編曲）
- 「No More Time Machine」（作曲・ピアノ・オルガン）
- 「シャッフル」（編曲）
- 「リングアベル」（作曲・編曲・ピアノ）
- 「JUMP!!」（作曲・編曲・ピアノ・オルガン）
- 「狼とミサンガ」（作曲・編曲）

LONG SHOT PARTY
- 「ハートビート」（編曲）

渡辺麻友
- 「紛らしている」（作曲）

## レコーディング参加
いきものがかり
- 「HANABI」（ピアノ）
- 「青春ライン」（キーボード）
- 「虹」（ピアノ・オルガン）

清春
- 「SOLOIST」(キーボード）

テゴマス
- 「ハルメキ」（ピアノ）

でんぱ組.inc
- 「W.W.D II」（ピアノ）

ポルノグラフィティ
- 「俺たちのセレブレーション」（ピアノ・オルガン）
- 「THE DAY」（アコースティックピアノ）
- 「Working men blues」（オルガン）

LiSA
- 「Rally Go Round」（オルガン）
- 「AxxxiS」（ピアノ）
- 「ツヨガリ・ファンファーレ」（オルガン）
- 「Catch the Moment」（ピアノ）
- 「ASH」（ピアノ）
- 「ONLY≠LONELY」（ピアノ）
- 「LOSER 〜希望と未来に無縁のカタルシス〜」（オルガン）
- 「Peace Beat Beast」（オルガン）

ReoNa
- 「SWEET HURT」（ピアノ）
- 「虹の彼方に」（ピアノ）